# Géophagie

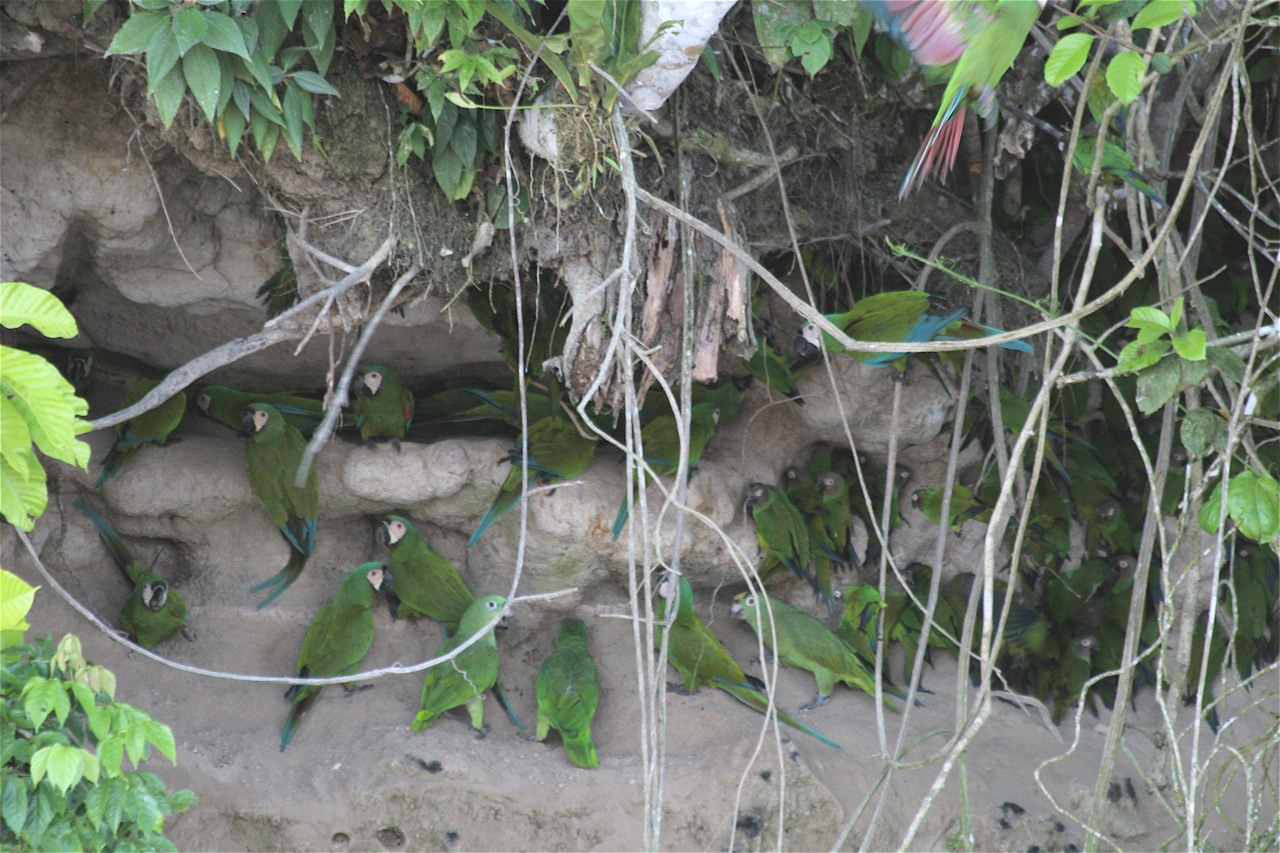
Psittacidés creusant dans une falaise d'argile en Équateur.

La géophagie est le fait de manger de la terre.
Il existe plusieurs types de géophagie :
- La géophagie associée est l’ingestion de la terre présente sur les végétaux par les herbivores et omnivores (dont les humains et autres grands singes).

- La géophagie animale instinctive est la consommation d’argiles[1] :
  - régulière en plus de celle présente sur les végétaux ;
  - par temps de carence (absorption de sels minéraux, comme avec les pierres à lécher principalement composées de chlorure de sodium) ;
  - en situation de maladie[2]..

- La géophagie thérapeutique humaine est issue de la rationalisation des pratiques instinctives de géophagie :
  - étude des carences déclenchantes dans les cas où des êtres humains ou autres animaux consomment instinctivement des quantités importantes d’argile (par exemple 5 g par jour par kg de poids du sujet malade) ;
  - étude des argiles pour en définir les propriétés curatives et préventives.

## Anthropologie

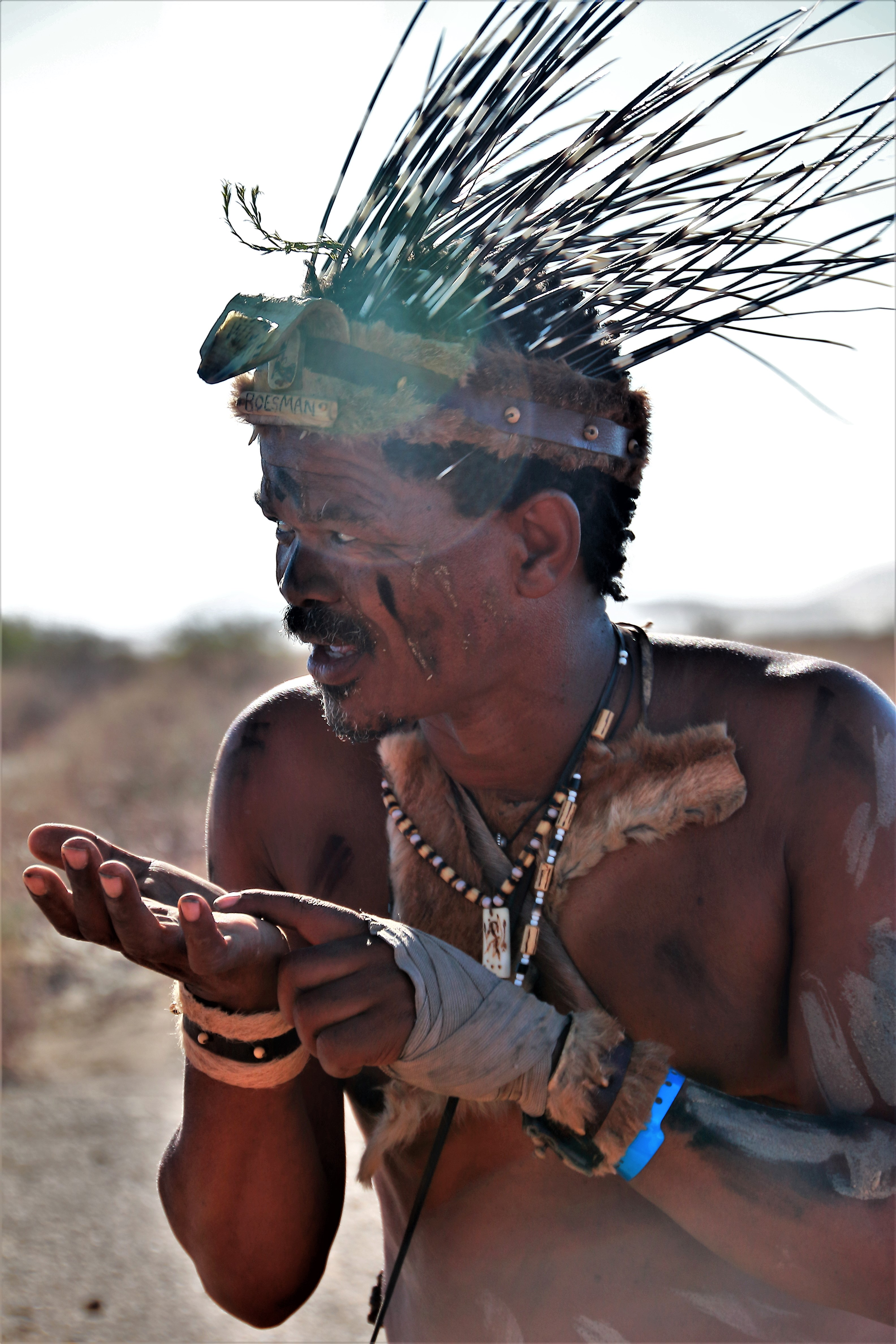
Un guérisseur San d'Afrique du Sud expliquant les vertus de la géophagie.

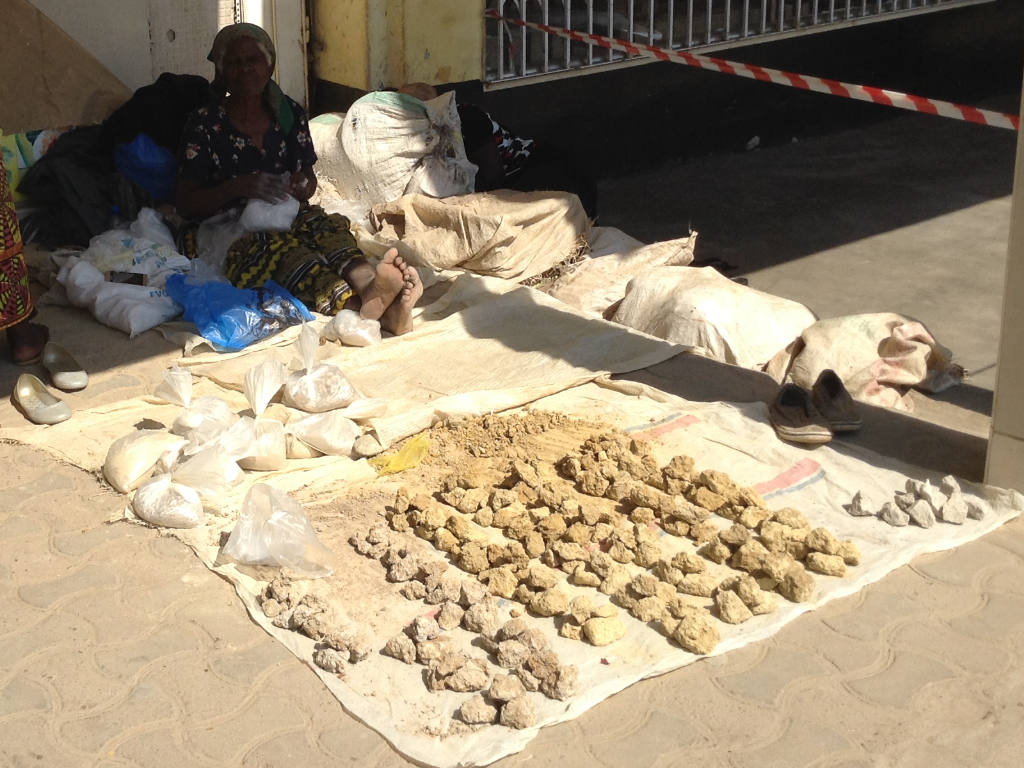
Plusieurs roches différentes de matériau argileux vendues sur un marché local à Kabwe en Zambie. Celles-ci sont généralement achetées et consommées par les femmes enceintes (2016).

### Éléments historiques
La géophagie est pratiquée par les peuples préhistoriques qui utilisent les bienfaits de l'argile médicinal (en). Elle est retrouvée sur tous les continents depuis l'Antiquité. Les écrits des prêtres, des médecins, des philosophes et des voyageurs aux périodes antique, médiévale et contemporaine montrent la nature mondiale de cette pratique.
Au Moyen Âge, l'argile est utilisée pour ses propriétés thérapeutiques, en usage externe et interne, notamment en tant qu'antipoison.
La géophagie a particulièrement été étudiée chez les Indiens d'Amérique du Nord et les Africains-Américains.
L'argile fait partie de certaines recettes culinaires pour diminuer l'effet de certains alcaloïdes. Ainsi, des Amérindiens du Sud-Ouest des États-Unis et du Mexique consomment de l'argile avec des pommes de terre sauvages des espèces Solanum jamesii Torr. et Solanum fendleri Gray à teneur élevée en glycoalcaloïdes toxiques. L'argile permet de limiter l'amertume de ces tubercules et de prévenir maux d'estomac et vomissements induits par leur consommation.
Aujourd'hui dans le monde, la géophagie est majoritairement pratiquée par les femmes enceintes, et plus particulièrement en Afrique et en Amérique du Sud. Cette pratique est également commune durant les menstruations et la lactation. Dans certains cas, les migrants poursuivent cette pratique dans le pays d’accueil. Lors des premiers mois de leur grossesse, elles consomment de l'argile blanche (kaolin) ou rouge, de la craie ou de la terre de termitière pour réduire les douleurs semblables à des maux d’estomac, les nausées et les vomissements. En outre, cette pratique leur apporte une partie des sels minéraux (sodium, calcium, fer pour prévenir l'hypocalcémie et l'anémie) dont elles ont besoin,.

### Effets positifs et délétères
Les principaux effets positifs connus sont l'action antitoxique de l'argile contre certains composés toxiques, et le renforcement de la barrière intestinale, l'action antidiarrhéique, antipyrosis et antiémétique, l'effet immunostimulante (en). 
Les principaux effets délétères sont les carences minérales (les argiles chélatent notamment le fer, ce qui cause une anémie ferriprive), de même pour le potassium, le zinc….
La géophagie est aussi source d'intoxications aux métaux lourds (Pb, Hg, As…), aux pesticides ; et d'infections due à l'ingestion d'agents pathogènes infectieux (bactéries, virus, parasites, etc.). Elle peut causer de graves constipations, avec risque d'occlusion intestinale,,,.
Hors de ces consommations volontaires, l'argile est utilisée dans les pharmacopées, y compris occidentales modernes : les médicaments antidiarrhéiques à base d'argile (Smecta à base de smectite, Gastropulgite et Actapulgite à base d'attapulgite, Kaopectate à base de kaolinite et de pectine), utilisent un des effets positifs de la géophagie. Ils reproduisent le comportement des lombrics géophages qui, en ingérant la terre, inactivent les tanins, substances dans les débris végétaux du sol qui, consommées en quantité, provoquent des diarrhées.